# Qualificazioni al campionato europeo maschile di calcio 2004 - Gruppo 8

## Classifica
| Pos. | Squadra  | Pt | G | V | N | P | GF | GS | DR  |
| ---- | -------- | -- | - | - | - | - | -- | -- | --- |
| 1.   | Bulgaria | 17 | 8 | 5 | 2 | 1 | 13 | 4  | +9  |
| 2.   | Croazia  | 16 | 8 | 5 | 1 | 2 | 12 | 4  | +8  |
| 3.   | Belgio   | 16 | 8 | 5 | 1 | 2 | 11 | 9  | +2  |
| 4.   | Estonia  | 8  | 8 | 2 | 2 | 4 | 4  | 6  | -2  |
| 5.   | Andorra  | 0  | 8 | 0 | 0 | 8 | 1  | 18 | -17 |

## Risultati

### Prima giornata
| Osijek 7 settembre 2002, ore 18:00 UTC+2 | Croazia | 0 – 0 referto | Estonia | Stadio Gradski vrt (10.700 spett.)\| Arbitro: \| Marín \| |
| Arbitro:                                 | Marín   |               |         |                                                           |

| Arbitro: | Hauge |

|  |           |                         |
|  | Marcatori | 17’ Janković 63’ Petrov |

### Seconda giornata
| Arbitro: | Frisk |

|                         |           |  |
| Petrov 22’ Berbatov 37’ | Marcatori |  |

| Arbitro: | Nalbandyan |

|  |           |           |
|  | Marcatori | 61’ Sonck |

### Terza giornata
| Arbitro: | Richards |

|                          |           |          |
| Chilikov 37’ Balakov 58’ | Marcatori | 80’ Lima |

| Arbitro: | Riley |

|  |           |          |
|  | Marcatori | 2’ Sonck |

### Quarta giornata
| Arbitro: | Fandel |

|                                     |           |  |
| Srna 9’ Pršo 55’ Marić 70’ Leko 76’ | Marcatori |  |

### Quinta giornata
| Tallinn 2 aprile 2003, ore 18:00 UTC+3 | Estonia | 0 – 0 referto | Bulgaria | Lilleküla Stadium (2.500 spett.)\| Arbitro: \| Plautz \| |
| Arbitro:                               | Plautz  |               |          |                                                          |

| Arbitro: | Salomir |

|                        |           |  |
| Rapaić 10’ (rig.), 43’ | Marcatori |  |

### Sesta giornata
| Arbitro: | Aydin |

|  |           |                   |
|  | Marcatori | 26’, 74’ Zelinski |

### Settima giornata
| Arbitro: | Juhos |

|                       |           |  |
| Allas 22’ Viikmäe 31’ | Marcatori |  |

| Arbitro: | Collina |

|                                 |           |                               |
| Berbatov 52’ Todorov 71’ (rig.) | Marcatori | 30’ (aut.) Petrov 55’ Clement |

### Ottava giornata
| Arbitro: | Hamer |

|  |           |           |
|  | Marcatori | 76’ Kovač |

| Arbitro: | Šmolik |

|                         |           |  |
| Goor 21’, 69’ Sonck 45’ | Marcatori |  |

### Nona giornata
| Arbitro: | Liba |

|  |           |                               |
|  | Marcatori | 4’ Kovač 16’ Šimunić 71’ Roso |

| Arbitro: | Wack |

|                         |           |  |
| Petrov 16’ Berbatov 66’ | Marcatori |  |

### Decima giornata
| Arbitro: | Mikulski |

|  |           |                               |
|  | Marcatori | 11’, 24’ Berbatov 58’ Hristov |

| Arbitro: | Poll |

|                |           |           |
| Sonck 35’, 43’ | Marcatori | 37’ Šimić |

### Undicesima giornata
| Arbitro: | Veissière |

|          |           |  |
| Olić 48’ | Marcatori |  |

| Arbitro: | Busacca |

|                               |           |  |
| Piiroja 41’ (aut.) Buffel 60’ | Marcatori |  |

## Statistiche

### Classifica marcatori
5 gol
- Wesley Sonck

- Dimităr Berbatov

2 gol
- Bart Goor
- Stiliyan Petrov

- Niko Kovač
- Milan Rapaić (1 rig.)

- Indrek Zelinski

1 gol
- Toni Lima
- Thomas Buffel
- Philippe Clement
- Krasimir Balăkov
- Georgi Chilikov
- Marian Hristov
- Zoran Janković

- Martin Petrov
- Svetoslav Todorov (1 rig.)
- Jerko Leko
- Tomislav Marić
- Ivica Olić
- Dado Pršo

- Đovani Roso
- Dario Šimić
- Josip Šimunić
- Darijo Srna
- Teet Allas
- Kristen Viikmäe

autoreti
- Stiliyan Petrov (pro Belgio)
- Raio Piiroja (pro Belgio)